# Кузина, Светлана Владимировна
Светла́на Влади́мировна Ку́зина (родилась 8 июня 1975 года в Москве) — российская ватерполистка. Бронзовый призёр летних Олимпийских игр 2000, серебряный призёр чемпионата Европы и Кубка мира 1997 года, двукратный обладатель Кубка европейских чемпионов (1997, 1999); двукратный бронзовый призёр чемпионатов Европы (1999, 2001). Заслуженный мастер спорта России. Живёт в Московской области.

## Награды и звания
- Заслуженный мастер спорта России.
- Орден «За заслуги перед Отечеством» II степени (2001)[4].